# Преспански щипок
Преспански щипок (Cobitis meridionalis) е вид дребна сладководна риба от семейство Виюнови (Щипоци). Видът е ендемичен за Преспанското езеро. Размножава се през май. Обитава районите в близост до бреговете. Застрашен е от конкуренцията на привнесени в езерото риби.